# كأس الجامعة التونسية للكرة الطائرة للسيدات
كأس الجامعة التونسية للكرة الطائرة للسيدات هي واحدة من المسابقات الرئيسية المهتمة برياضة الكرة الطائرة في تونس. تأسست الكأس في 2020، وتجمع بين الأندية الأربعة التي انسحبت من ربع نهائي البطولة الوطنية للكرة الطائرة، وتشرف على تنظيمها الجامعة التونسية للكرة الطائرة.
الفريق الأكثر تتويجا هو النادي الأولمبي القليبي والاتحاد الرياضي القرطاجني بلقب واحد لكل منهما.

## سجل النتائج
| - 2022: النادي الأولمبي القليبي. - 2023: الاتحاد الرياضي القرطاجني. - 2024: |

## عدد مرات الفوز
| النادي                    | عدد مرات الفوز |
| ------------------------- | -------------- |
| النادي الأولمبي القليبي   | 1              |
| الاتحاد الرياضي القرطاجني | 1              |

## مقالات ذات صلة
- كأس الجامعة التونسية للكرة الطائرة للرجال
- الجامعة التونسية للكرة الطائرة

## روابط خارجية
- الموقع الرسمي للجامعة.